# Червоненкис, Мейлах Рахмилевич
Ме́йлах Рахми́левич (Рахми́лович) Червоне́нкис (вариант имени и отчества Михаил Рахмилевич и Михаил Романович; 1876, Бердичев — после 1924) — врач, депутат Государственной думы I созыва от Киевской губернии.

## Биография
По национальности еврей, из мещан. Родился в семье одного из попечителей Бердичевской еврейской больницы, частного поверенного Рахмила-Иосифа Беровича Червоненкиса (1855 — после 1919). Выпускник Белоцерковской гимназии. В 1901 году окончил медицинский факультет Киевского Императорского университета Святого Владимира, имел звание лекаря. Студентом за «Ветровскую» демонстрацию отбыл заключение в Киевской тюрьме. Служил земским врачом в Бирюченском уезде. Затем в течение двух лет проходил дополнительную медицинскую практику за границей. Вернувшись в Россию, работал в Саратове санитарно-эпидемическим врачом, затем служил заведующим санитарного бюро. Выйдя в отставку, стал во главе губернского Союза медицинского персонала Саратовской губернии, как представитель этого союза был членом аналогичного Всероссийского союза. Делегат Саратовского союза на Всероссийском съезде врачей. Принимал участие в Балашовском инциденте. Политическая позиция на момент избрания в Думу характеризовалась как «крайний левый» или «внепартийный социалист».
21 апреля 1906 избран в Государственную думу I созыва от общего состава выборщиков Киевского губернского избирательного собрания. В Думе представлял интересы еврейского населения Юго-Западного края. Вошёл в Трудовую группу. Член бюджетной комиссии и комиссии для разбора корреспонденции. Поставил свою подпись под законопроектом «О гражданском равенстве», заявлением о создании комиссии об исследованию незаконных действий должностных лиц. Им было внесено предложение об открытии Думой столовых для голодающих.
В 1911—1915 годах частнопрактикующий врач и председатель Общества пособия бедным евреям в городе Бердичеве. Во время Первой мировой войны служил младшим врачом 20-го пехотного Галицкого полка, за отличия в делах против неприятеля 8 декабря 1914 года награждён орденом Святого Станислава 3-й степени («Р» № 1283, 1915). В 1916 году вольнопрактикующий врач в Бердичеве и Киеве. В сентябре 1918 года, по-видимому, находился в Киеве.
По сведениям на 1 января 1924 года, Михаил Романович Червоненкис — санитарный врач, помощник областного врача Водно-санитарного управления в Ростове-на-Дону.
Вероятно, семья или часть семьи в конце 1920-х — начале 1930-х выехала за рубеж, так как младший сын Червоненкиса в 1935 году окончил Гренобльский Политехнический институт. По-видимому, сын сохранял гражданство СССР, поскольку в том же году вернулся в Советский Союз и приступил к работе инженером в Гидроэнергопроекте в Москве.
Дальнейшая судьба М. Р. Червоненкиса и дата его смерти неизвестны.

## Сочинения
- Червоненкис М. Р. Деревенские впечатления в холеру 1904 года: (Из записной книжки врача). Содержание: Село Чернавка Вольского уезда Саратовской губернии. Тяжёлое положение крестьян, их невежество. Начало эпидемии. Трудности борьбы с ней. — В кн.: Поволжье. Саратов, 1905, с. 90—108.
- Червоненкис М. Краткий обзор эпидемии холеры в Саратовской губернии в 1904 г. // Врачебно-санитарная хроника Саратовской губернии. 1905. № 3—4. С. 241—253.

## Семья
- Жена — Любовь Васильевна Червоненкис.
  - Сын[19] — Яков Михайлович Червоненкис (1914, Бердичев — 1970, Москва), в 1935 году окончил Политехнический институт в Гренобле (Франция), в том же поступил на работу в Гидроэнергопроект[18], специалист в области передачи электроэнергии и электроснабжения городов[20]. Автор монографий «Передача энергии постоянным током» (1948), «Передача электроэнергии постоянным током высокого напряжения» (1955), «Передача небольших и средних мощностей постоянным током на дальние расстояния» (1957) и «Определение коэффициентов мощности для расчётов городской электрической сети» (1968).
    - Внук — Алексей Червоненкис (1938—2014), математик[21][22].
    - Внук — Андрей Червоненкис (род. 1941), физик.

  - Сын — Владимир Михайлович Червоненкис (17 августа 1909, Киев[23] — 29 мая 1938, Москва, Бутово), выпускник музыкального училища имени Глазунова, преподаватель, арестован 17 февраля 1938 года и расстрелян на Бутовском полигоне (реабилитирован 5 сентября 1956 года)[24].
- Брат — Исаак (Ицхок-Айзик) Рахмилевич Червоненкис (1879—?), выпускник юридического отделения Императорского университета Святого Владимира, присяжный поверенный[25] (по первому образованию фармацевт); владел доходными домами в Киеве[26][27].

### Рекомендованные источники
- Вардугин В. И. Столыпин и «дело балашовских врачей»: (размышления писателя). // Российский исторический журнал. — 2005. — № 2. — С. 35-43.
- Электротехническая промышленность. Серия Бытовая электротехника. 1971 в. 6, 3-я обложка [Некролог сына, Я. М. Червоненкиса]
- Российский государственный исторический архив. Фонд 1278. Опись 1 (1-й созыв). Дело 122. Лист 16; Фонд 1327. Опись 1. 1905 год. Дело 141. Лист 76 оборот-72; Дело 143. Лист 58 оборот.